# Canottaggio ai Giochi panamericani
Il canottaggio è uno sport presente ai Giochi panamericani fin dalla prima edizione del 1951, tenutasi a Buenos Aires.

## Medagliere
| Posiz. | Nazione     | Oro | Argento | Bronzo | Totale |
| ------ | ----------- | --- | ------- | ------ | ------ |
| 1      | Stati Uniti | 55  | 57      | 29     | 141    |
| 2      | Argentina   | 40  | 30      | 40     | 100    |
| 3      | Cuba        | 36  | 23      | 37     | 96     |
| 4      | Canada      | 31  | 34      | 28     | 93     |
| 5      | Brasile     | 8   | 19      | 15     | 42     |
| 6      | Messico     | 8   | 8       | 17     | 33     |
| 7      | Cile        | 3   | 5       | 10     | 18     |
| 8      | Uruguay     | 3   | 3       | 5      | 11     |
| 9      | Perù        | 0   | 0       | 4      | 4      |
| 10     | Guatemala   | 0   | 0       | 2      | 2      |
| 10     | Venezuela   | 0   | 0       | 2      | 2      |
| Totale | Totale      | 184 | 179     | 180    | 543    |